# Ken Adam
Ken Adam var en engelsk produktionsdesigner mest kendt for sin prisvindende scenografi i 1960'erne og 70'ernes James Bond-film og for Dr. Strangelove, hvor han designede Pentagon-bygningens trekantede krigsrum, hvilket bragte ham en BAFTA.